# 広島大学原爆放射線医科学研究所
広島大学原爆放射線医科学研究所（ひろしまだいがくげんばくほうしゃせんいかがくけんきゅうしょ）は、広島県広島市南区霞（広島大学霞キャンパス）にある広島大学の附置研究所である。

## 概要
原爆放射線医科学研究所（原医研）は、「原子爆弾の放射能による障害の治療および予防に関する学理と応用」を確立することを目的として、1961年4月「原爆放射能医学研究所」として設置され、2002年の改組により放射線医科学研究所と改称した。研究部門、国際放射線情報センター、放射線関係施設、動物実験施設、事務部および大学医学部附属病院の2つの診療科で構成され、研究部門には、ゲノム障害制御研究部門、ゲノム疾患治療研究部門、放射線再生医学研究部門および放射線システム医学研究部門の4つの部門、16の研究分野がある。放射線が人体に及ぼす影響の解明や放射線障害の治療など放射線医学の分野において卓越した研究拠点として機能することを目標に、幅広い研究分野で活動を行っている。

## 所在地
- 広島県広島市南区霞1-2-3